# Södra Jämtlands pastorat
Södra Jämtlands pastorat var ett pastorat inom Svenska kyrkan i Södra Jämtland-Härjedalens kontrakt av Härnösands stift. Pastoratet fick sitt namn och omfattning den 1 januari 2008 genom sammanslagning av de tidigare pastoraten Berg (101406), Rätan (141007) samt Oviken (101408). Pastoratet uppgick 1 januari 2022 i Sydöstra Jämtlands pastorat.
Pastoratet hade pastoratskod 101406 och låg i Bergs kommun och omfattade från och med 2010 följande församlingar:
- Bergs församling
- Hackås församling
- Oviken-Myssjö församling
- Rätan-Klövsjö församling
- Åsarne församling